# Cornucopina pectogemma
Cornucopina pectogemma är en mossdjursart som först beskrevs av Goldstein 1882.  Cornucopina pectogemma ingår i släktet Cornucopina och familjen Bugulidae.
Artens utbredningsområde är havet kring Nya Zeeland. Inga underarter finns listade i Catalogue of Life.